# Canal Satélite
Canal Satélite va ser una plataforma de televisió analògica per satèl·lit gestionada per l'empresa Sogecable (responsable de Canal +), pionera de la televisió temàtica i de satèl·lit a Espanya.

## Història
Va ser creada el 1994 i constava originàriament de quatre canals: Cinemanía i Documanía, que ja emetien independentment des del 1993 sent els dos primers canals temàtics espanyols de pagament, més Minimax i Cinema Classics, que van començar la seva existència amb Canal Satélite. En els últims mesos d'existència de la plataforma s'afegiria el canal esportiu Sportmanía.
Al gener del 1997 desapareix per donar pas al nou projecte Canal Satélite Digital. En l'actualitat, només perdura Sportmanía a Digital+.